# Cyometrinil
Cyometrinil ist eine chemische Verbindung aus der Gruppe der Acetonitrile und Oximether.

## Eigenschaften
Cyometrinil ist ein weißer Feststoff, der praktisch unlöslich in Wasser ist. Als Cyometrinil wird nur das (Z)-Isomer der Verbindung bezeichnet.

## Verwendung
Cyometrinil wurde als Saatgut-Herbizid-Safener bei Sorghumhirsen verwendet, um die Phytotoxizität von Metolachlor zu reduzieren. Es wurde 1977 von Ciba-Geigy entwickelt und 1978 auf den Markt gebracht, wurde aber kein kommerzieller Erfolg, da sich negative Effekte beim Saatgut zeigten. Es wurde daraufhin durch Oxabetrinil ersetzt.
In der Schweiz, Österreich und Deutschland sind heute keine Pflanzenschutzmittel mit dem Wirkstoff Cyometrinil zugelassen.